# Joseph Almanzi
Joseph Almanzi (* 25. März 1801 in Padua; † 7. März 1860 in Triest) war ein italienischer Autor.

## Leben
Als Sohn des Kaufmanns Baruch Ḥayyim Almanzi wurde Joseph Almanzi am 25. März 1801 in Padua geboren. Zunächst wurde er durch Privatlehrer unterrichtet. Dem italienischen Brauch folgend, verfasste er schon in jungem Alter zu besonderen Gelegenheiten hebräische Gedichte. Im Alter von 20 Jahren studierte er die jüdische Literatur und sammelte hebräische Bücher. Seltene Werke, die er nicht erkaufen konnte, kopierte er.
Almanzi sprach Deutsch, Französisch, Hebräisch, Italienisch, Latein und Syrisch. Sein Vater hatte ihm außerdem die Bibliothek Chaim Joseph David Azulais gekauft, die Almanzi erweiterte. Später zog er nach Triest um, wo er sich an der Öffentlichkeit beteiligte. Am 7. März 1860 verstarb er dort unverheiratet.
Almanzi hatte sich besonders als Dichter verdient gemacht. Außerdem übersetzte er bekannte italienische Gedichte ins Hebräische und beschäftigte sich mit Geschichte. Einige seiner Briefe und Gedichte wurden in der Sammlung Yad Yosef (Die Hand Josephs; Krakau und Triest 1889) veröffentlicht.

## Werke
- Me'il ḳinah (Reggio 1824).
- Higgayon be-Kinnor (Wien 1839).
- Nezem Zahab (Padua 1858).